# Louis-Nicolas-Joseph Robillard de Péronville
Pour les articles homonymes, voir Robillard.
Louis-Nicolas-Joseph Robillard de Péronville dit Robillard-Péronville (1750-1809) est un éditeur d'estampes et négociant français, co-auteur avec Pierre-François Laurent du Musée français.

## Biographie
Né à Rouen, Louis-Nicolas-Joseph est le fils d'Antoine-Jean-Baptiste Robillard (1722-1807), héritier de la charge de Trésorier principal de l'extraordinaire des guerres en Normandie. Sa mère, Marie-Catherine-Josèphe Bouchelet, originaire de Valenciennes, donne naissance à cinq enfants, dont Jacques-Florent Robillard, l'un des premiers actionnaires puis régent de la Banque de France. La fortune des Robillard prend sa source dans le commerce et l'exploitation de plantations sucrières et caféières aux Antilles et à Saint-Domingue, et dans la Manufacture des tabacs à Dieppe et à Paris. Jean-Guillaume Robillard, son oncle, gère une importante sucrerie située dans les plaines du nord de Saint-Domingue. C'est là que Louis-Nicolas-Joseph se marie en 1788 à Marie-Anne-Charles de Barras (1749-1819), cousine du futur directeur Paul Barras, également héritière d'importantes plantations. Le couple réside dans la caféière Péronville située à Borgne. Ils ont une fille, Zoé (1790-1861), qui épousera l'officier Charles Vigoureux du Plessis (1783-1835).
Appelé « Robillard-Péronville », il s'établit à Paris en 1797 au moment du Directoire. Il entre en relation avec le graveur Pierre-François Laurent : leurs deux épouses sont parentes, liées à la famille Barras et on suppose que ce lien favorise les affaires des deux hommes. Laurent propose à Robillard-Péronville d'éditer sous forme de recueils d'estampes les nombreux dessins qu'il a exécutés d'après les tableaux et peintures exposées dans la galerie du Louvre. L'artiste recommande également comme rédacteur des notices Simon-Célestin Croze-Magnan. L'affaire est conclue sous la forme d'une société d'édition le 18 mars 1802. Robillard-Péronville apporte 150 000 francs et Laurent la valeur de ses dessins, soit 50 000 francs. L'éditeur est Louis-Étienne Herhan (Paris),.

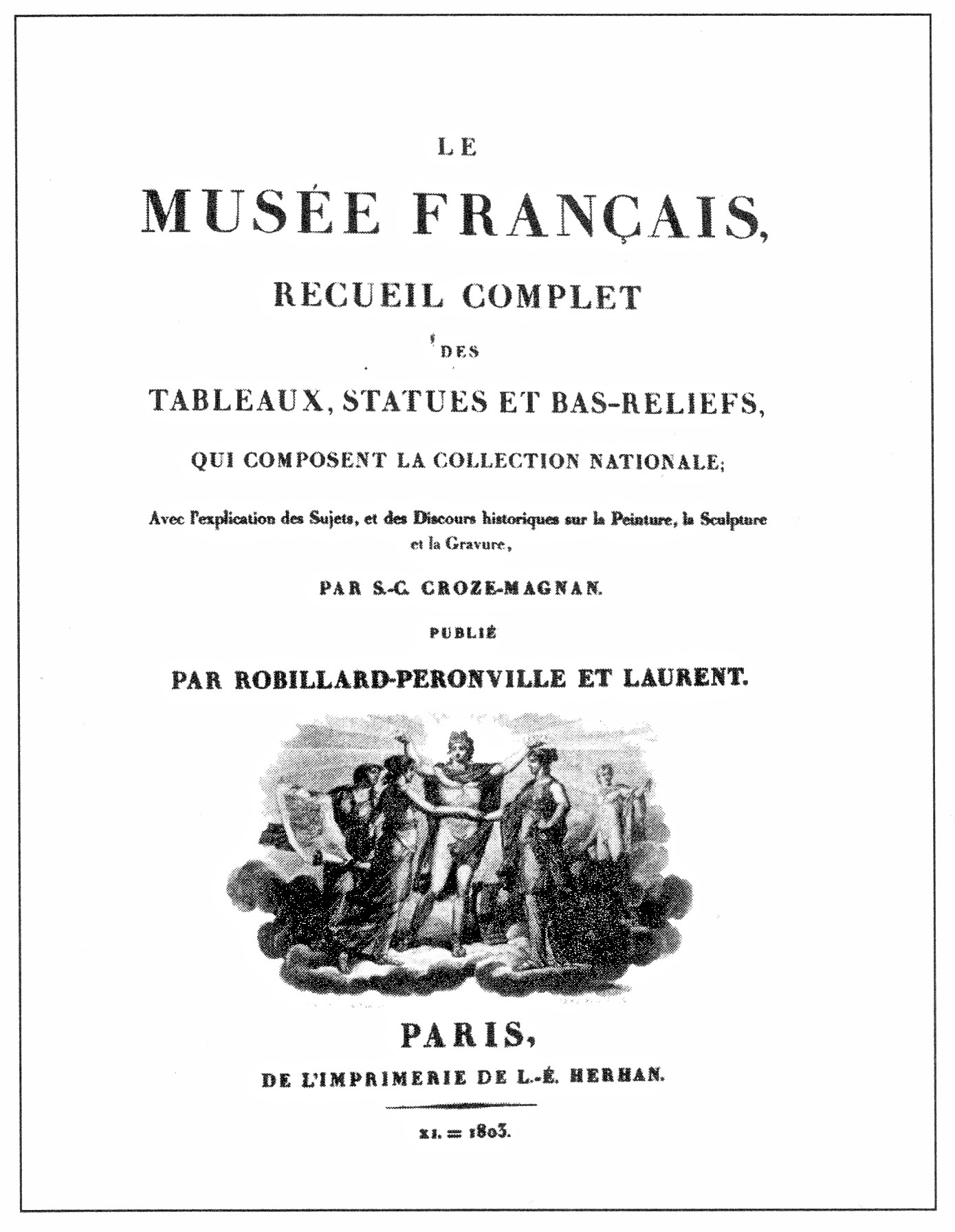
Page de titre du premier tome du Musée français (Paris, 1803) au format in-folio.

En 1806, ils présentent à Napoléon, dédicataire, les deux premiers tomes de leur ouvrage intitulé Le Musée français, recueil complet des tableaux, statues et bas-reliefs, qui composent la collection nationale, avec l'explication des sujets, et des discours historiques sur la peinture, la sculpture et la gravure. Le projet ne se limite bientôt plus aux chefs-d'œuvre du Louvre, il englobe aussi ceux présents dans les grands musées de l'Empire, en Belgique, Italie, Espagne ou Allemagne. Entreprise colossale, devenue politique, elle fait appel à près de 120 graveurs pour un total de 346 planches. La même année, Croze-Magnan engage un procès contre Robillard-Péronville, à propos d'usurpation de propriété littéraire. Ce dernier recrute de nouveaux rédacteurs, comme Ennio Quirino Visconti. L'ensemble comprend finalement quatre volumes, livrés par souscriptions.
Le 24 juillet 1809, Robillard-Péronville meurt en son logis, 9 rue de la Concorde, quelques semaines après son associé Laurent. 
Sa fille Zoé hérite des affaires de son père mais aussi de ses dettes ; avec le fils de Laurent, Henri, elle tente de continuer la publication. Le Musée français, du fait de procès, du double décès des éditeurs et du volume des dépenses, mais aussi du contexte économico-politique, connaîtra plusieurs refontes et rééditions,.